# Ants Jeret
Ants Jeret,  né le 7 juin 1938, à Urvaste, est un coureur cycliste soviétique des années 1950 - 1960. Il a fait partie de l'équipe d'URSS entre 1967 et 1970. En 1969, il a terminé le Grand Prix cycliste de L'Humanité à la 2e place.
La transcription  du patronyme "Jeret" et de son prénom "Ants" en russe a transformé en Yereth Hans  les noms et prénoms de ce coureur de la République balte  d'Estonie.

## Palmarès

### Palmarès année par année
- 1963
  -  Champion de la RSS d'Estonie sur route
- 1965
  - 3e du championnat de la RSS d'Estonie du contre-la-montre
- 1966
  - 3e du championnat de la RSS d'Estonie du contre-la-montre
- 1969
  - 2e du Grand Prix cycliste de L'Humanité[2]
- 1970
  -  Champion de la RSS d'Estonie du contre-la-montre
  - 2e du championnat de la RSS d'Estonie sur route

### Places d'honneur
- 1967
  - 18e du Tour de Pologne